# Філофей Псковський

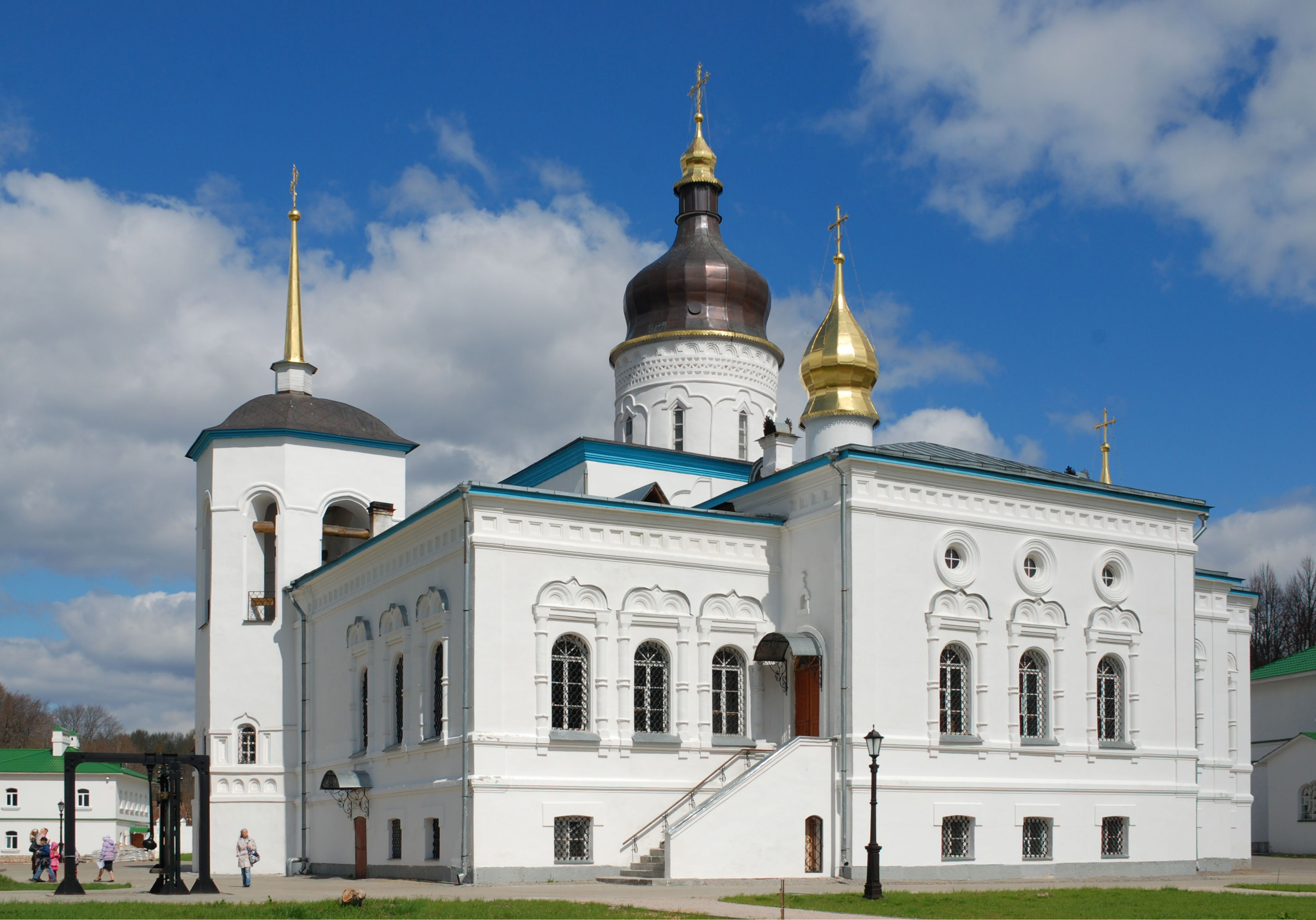
Єлізарів монастир, Псковський район

Монах Філофей (бл. 1465, Псковська вічова республіка — 1542, Московське князівство) — старець псковського Спасо-Єлізарова монастиря (село Єлізарове Псковського району), відомості про якого мізерні. Відомий як ймовірний автор концепції «Третього Риму», тези якої нібито викладені в його листах дяку Михайлу Григоровичу Місюрю-Мунехіну і московському князю Василію III Івановичу.

## Послання
У своїх посланнях Філофей полемізує з астрологічними передбаченнями Миколи Німчина, взагалі відкидаючи астрологію («не від зірок це приходить»); піклується про деякі місцеві псковські справи; відстоює принципи йосиплян, ґрунтовно описує знамениту теорію про третій Рим, як охоронця правої християнської віри. Втім, зазначені листи присвячені іншим питанням і говорять не про Москву чи Московію, а про «Ромейське царство», яке ототожнили з Московським князівством пізніші автори. Зокрема, теорію «Москва — Третій Рим» вперше обґрунтовано виклав тільки в 1869 році у своїй докторській дисертації Володимир Іконников.
А от Ромейському царству Філофей пророкува: «<…> два убо Рими падоша, а третій стоїть, а четвертому не бути». Подібна ідея була висунута дещо раніше прихильником єресі Жидівствуючих московським митрополитом Зосимою у передмові до його праці «Виклад Пасхалії».
Авторство Філофея твору «Про образи Церкви» до царя Івана IV Грозного спростовується вченими, оскільки містить елементи полеміки з першим Посланням. Продовжувач Філофея пов'язав тему «Третього Риму» із захистом майнових прав церкви.
У серпні 2009 року повідомлялося, що псковськими археологами була виявлена могила, яка, ймовірно, належить Філофею.

## Публікації текстів
- Послання до великого князя Василія, у ньому ж про виправлення хресного знамення і про содомський блуд // Синіцина Н. В. Третій Рим. Витоки та еволюція російської середньовічної концепції (XV—XVI ст.). Москва: Індрік, 1998. Додаток 2. З. 358—363.